# Icona drama
Icona drama is een spinnensoort in de taxonomische indeling van de kogelspinnen (Theridiidae).
Het dier behoort tot het geslacht Icona. De wetenschappelijke naam van de soort werd voor het eerst geldig gepubliceerd in 1964 door Raymond Robert Forster.